# Pteromicra siskiyouensis
Pteromicra siskiyouensis är en tvåvingeart som beskrevs av Fisher och Orth 1966. Pteromicra siskiyouensis ingår i släktet Pteromicra och familjen kärrflugor. Inga underarter finns listade i Catalogue of Life.